# Champion (Hamois)
Pour les articles homonymes, voir Champion (homonymie).
Champion est un hameau belge de la commune de Hamois situé dans la province de Namur.
Il possède un château.